# 52 (DC Comics)
52 — ограниченная серия комиксов, выпущенная издательством DC Comics. Серия дебютировала 10 мая 2006 года, через неделю после окончания Бесконечного Кризиса, и выходила еженедельно вплоть по май 2007 года. Была написана Джеффом Джонсом, Грантом Моррисоном, Грегом Ракка, Марком Уэйдом и Китом Гиффеном и включает в себя 52 выпуска, а также несколько спин-оффов.
Каждый выпуск серии подробно описывал фактически недельную хронику событий, что в итоге составляет общую картинку происходящего в годовой период между сериями Infinite Crisis и Год спустя. Охватывает значительную часть вселенной DC и является подводящей к серии Countdown to Final Crisis, которая стартовала в мае 2007 года. Для удобства обозначения событий серии, принято называть недели, в которые они произошли, а число недели соответствует номеру выпуска.
Название 52 также носила первая еженедельная серия комиксов DC Comics, которая выпускалась в рамках Action Comics Weekly в 1988—1989 годах.

## История публикаций

### Отсылки
До старта серии, к ней присутствовали отсылки в более ранних сюжетах. В серии Green Lantern, в Книге Оа, написанной Стражами Вселенной, содержалось пророчество под названием Темнейшая ночь, которое гласило:

«Лицо из металла и плоти заговорит о тайне 52-х.
Страх пробудится.
Сила воли соберётся.
И война света раскроет правду, стоящую за силой колец.»
— Book Of Oa, Green Lantern (vol. 4) #20
После допроса Стражи Вселенной выяснили, что «лицо из металла и плоти» — Хэнк Хэншоу, знает о 52 параллельных вселенных.
На 37-й неделе колонке DC Nation, редактор DC Comics Дэн ДиДио разместил закодированное сообщение, которое можно было прочесть по первым буквам каждого третьего слова. Сообщение получило название «Тайна 52-х» и гласило «Тайна 52-х — это то, что Мультивселенная ещё существует».

### Формат
Еженедельный формат публикаций является необычным для североамериканских комиксов и традиционно новые выпуски выходят один раз в месяц. 52 стал самой длинной еженедельной серией комиксов, опубликованной крупным издательством в Северной Америке. Ранее лидировал Action Comics Weekly. Изначально, серия была задумана как хроника событий, который произошли в пропущеный год между сериями Infinite Crisis и Год спустя. Планировалось наиболее чётко сосредоточится на исчезновении трёх главных героев DC — Супермена, Бэтмена и Чудо-женщины. По мере развития событий, серия стала не просто хроникой, но и подводящей к грядущим сериям и событиями Финального кризиса.

### Вспомогательные сюжеты

#### History of the DC Universe
Вспомогательная серия History of the DC Universe выходила в период со 2 по 11 неделю, и была написана творческим коллективом под руководством Дэна Юргенса и Арта Тиберта и напоминает одноимённую серию 1986 года. В этой серии Донна Трой исследует историю вселенной DC, используя записывающее устройство Предвестника. В заключительной главе Донна узнаёт от устройства и от Монитора, что она, как и предполагалось, погибла вместо Джейд.

#### Secret Origins
Серия выходила с 12 по 51-ю неделю и была написала Марком Уэйдом и иллюстрирована командой художников. Каждый выпуск серии посвящён отдельному персонажу, где рассказывается его история происхождения. Одноимённая серия в том же формате выходила в 1980-1990-х годах, а также в качестве вспомогательной во время серии Countdown to Final Crisis.

## Сюжет
После событий Бесконечного кризиса, три супергероя — Супермен, Бэтмен и Чудо-женщина — оставили свою работу борцов с преступностью. Тех, кто знал о том, что такое 52, было немного. После того, как Земли, образованные Александром Лютором во время Кризиса объединились в одну под названием Новая Земля, все, кто ранее жил в альтернативных вселенных, забыли об этом. Образовавшаяся Новая Земля была слишком мала, чтобы сочетать в себе элементы сразу нескольких вселенных, и она начала распадаться. В итоге образовались 52 идентичных параллельных вселенных, которые образовали новую Мультивселенную. Во время её образования, в курсе разделения Новой Земли были только Монитор и Стражи Вселенной.
Освободившееся место героя Метрополиса занял Бустер Голд. Позже, он узнаёт, что его напарник, робот Скитс оказывается неисправным, и информация, предоставляемая им — недействительна. Скитс, имея доступ к историческим документам, предсказал стихийные бедствия и нападения, которые оказались ошибочными. Настоящие бедствия Бустер не успел предотвратить. Его репутация была подорвана, и он был вынужден оставить Метрополис.
Через некоторое время Бустер встретился с путешественником во времени, авантюристом Рипом Хантером. Рип сообщил ему, что Ракетчик важен для будущего не только Земли, но и всей Мультивселенной, а также сообщил, что неверные действия его напарника Скитса объясняются тем, что его разумом завладел инопланетянин Мистер Майнд. Рип предложил Бустеру обсудить план борьбы против Мистера Майнда, пока тот не подчинил их своему разуму. Голд фальсифицирует свою смерть в битве с существом Баллостро, оставив на поле боя своё же собственное тело из будущего в качестве доказательства своей смерти и отвлечения Мистера Майнда.
Герой берёт себе новый псевдоним — Супернова и работает бок о бок с Рипом Хантером. Вместе с ним они накапливают передовые технологии, а также используют базу для своих операций — Крепость Одиночества. Мистер Майнд тем временем, захватив Скитса, продолжает находиться внутри его тела. Об этом стало известно после 52-й недели, когда Бустер снова взял свой обычный псевдоним, а Суперновой стал его предок из XXI века, Даниэл Картер.
Для того, чтобы поддерживать своё существование, Мистеру Майнду необходима энергия Мультивселенной. Он вторгся в так называемую Фантомную Зону, где Рип и Бустер устраивают ему ловушку. Майнду удаётся вырваться, но он изменяет историю 52-х вселенных, которые ранее были идентичны, в результате чего каждая из них восстанавливает свой статус-кво, существовавший до Бесконечного Кризиса. Рип Хантеру и Бустеру удаётся заключить Майнда в теле Скитса в ловушку, и отправить его в прошлое, где он захватывает доктора Сивана и вместе с ним попадает во временную петлю. Хантер, Супернова и Голд решают сохранить в тайне существование новой Мультивселенной, а Уилл Магнус перестраивает Скитса, используя старые воспоминания, которые он копировал ещё до того, как им завладел Майнд.